# Ernest Klein
Ernest David Klein (n. 26 iulie 1899, Satu Mare, Austro-Ungaria – d. 4 februarie 1983, Toronto, Ontario, Canada) a fost un rabin, lingvist și autor evreu supraviețuitor al deportării la Auschwitz, emigrat în Canada după cel de-al doilea război mondial.